# Johan Alfred Sandberg
Johan Alfred Sandberg, född 6 augusti 1854 i Södra Råda socken, död 24 november 1927 i Stockholm, var en svensk byggmästare, verksam huvudsakligen i Stockholm.

## Biografi
Sandberg var student vid Slöjdskolan i Stockholm 1874–1879. Han var sedan arbetsledare vid uppförandet av Hamburgerbryggeriet och flera andra byggen i staden. I april 1892 godkändes han av Stockholms byggnadsnämnd som byggmästare att få uppföra byggnader i egen regi i Stockholm. Han både ritade och byggde bostadshuset vid Upplandsgatan 75. Han var på 1890-talets mitt även byggmästare för ombyggnaden av Villa Ekudden på Södra Djurgården, där hans uppdragsgivare var bagaren August Reinhold. 1904 var han byggmästaren tillsammans med AB Skånska Cementgjuteriet för Bodarne 11, Strandvägen 3.
Sandberg fann sin sista vila på Norra begravningsplatsen där han gravsattes den 3 december 1927 i familjegraven.